# ジョン・デリー
ジョン・ダグラス・デリー（John Douglas Derry、1921年12月5日 - 1952年9月6日）はイギリスのパイロットである。1948年9月6日、デ・ハビランド DH.108 で音速を超えた最初のイギリス人である。エジプト・カイロ出身。
1939年にイギリス空軍に加わり、ウェエリントンやハドソンの無線士、銃士を務め、1943年にカナダでパイロットの訓練を受け、ホーカー タイフーンのパイロットとなった。戦後スーパーマリンのテストパイロットとなった後1947年10月にデハビランドのテストパイロットとなった。1948年にDH108で飛行中に、高度12,195 mからコントロールを失い、9,145 mまで緩降下に入ったときに音速を超えたとされている。機内のマッハメーターは音速を超えたことを示したが、記録計は切られていた。
1952年、ファンボロー・エアショーに、デリーと観測士アンソニー・リチャードが搭乗したデ・ハビランド シービクセンが参加し、12,000 mから降下し、飛行場を通過しようとした時、機体は前触れなく空中分解し、コクピットは地上に落下し、分解したエンジンは観客席に飛び込んだ。31人が死亡し、約60人が重軽傷を負う大事故となり、デリーとリチャードも即死した（詳細はファーンボロー航空ショー墜落事故を参照）。